# Catherine Malabou
Catherine Malabou (1959) is een Franse filosofe. Zij is sinds 2011 als hoogleraar filosofie werkzaam voor het Centre for Research in Modern European Philosophy van de Kingston University in Londen, en heeft sinds 2016 een aanstelling bij het Department of Comparative Literature van de University of California in Irvine.
Zij bekleedde in 2019 de Spinoza-leerstoel met de lezingen Beyond the 'archic' Principle en Morality and Horizontality.